# Hitis gård
Hitis gård (finska: Hiiden kartano) är ett före detta rusthåll i Lojo vid sjön Hormajärvi i det finländska landskapet Nyland. Gårdens nuvarande huvudbyggnad uppfördes på 1700-talet och hela gården har varit i samma släkts ägo sedan 1822. Hitis gård är belägen på en hög sandås på vars krön finns stenhögar, möjligen gravar.

## Historia
Hitis gård har bildats av fyra hemman i slutet av 1500-talet och i början av 1600-talet. År 1901 lades ännu ett enstaka hemman i Routiobacka till Hitis rusthåll. Gården hade inte några torp år 1694 men år 1800 hade gården två torp och år 1900 sju torp. Bredvid gården finns en trädgård som antagligen byggdes på 1700-talet. Öster om huvudbyggnaden finns gårdens bakstuga, magasin och arbetarbostad. Det finns också ett spannmålsmagasin, en bastu och en iskällare i trädgården. Ladugården byggdes 1909.

### Huvudbyggnaden
Hitis gårds huvudbyggnad i två våningar uppfördes i slutet av 1700-talet. Gårdens nuvarande fasad i nyklassicistisk stil har färdigställdes senare. I Pehr Adolf Kruskopfs målning från 1837 kan man se att huvudbyggnaden hade tre våningar och ett mansardtak. Glasverandan byggdes senare en själva huvudbyggnaden. Alla byggnadens fönstren är ursprungliga och har sex rutor. Alla ursprungliga kakelugnar i nedervåningen har bevarats.
År 1949 skadades Hitis gårds huvudbyggnad i en eldsvåda. Därför finns det inga spisar kvar i övre våningen. Byggnaden har 14 rum varav 9 finns i nedre våningen. Hemmanet i Routiobacka hade antagligen 11 rum och byggnaden hade troligen också byggts på 1700-talet.

### Ägare
Lista över gårdens ägare:
| namn                        | år        | övrig information                                           |
| --------------------------- | --------- | ----------------------------------------------------------- |
| Olli Hiisi                  | 1447      | nämndeman                                                   |
| Antti                       | 1508–1516 |                                                             |
| Hans Olsson                 | 1540–1545 |                                                             |
| Ols Johansson               | 1546–1549 |                                                             |
| Klement Månsson             | 1550–1562 |                                                             |
| Henrik Antsson              | 1563–1575 |                                                             |
| Nils Klementsson            | 1576–1621 |                                                             |
| Nils Henriksson             | 1624–1684 | ryttare, soldatskrivare                                     |
| Ericus Nilonis Isthamenius  | 1684–1686 | kyrkoherde                                                  |
| Maria Nilsdotter            | 1687–1704 | kyrkoherdens syster                                         |
| Nils Mattsson               | 1705–1713 | Maria Nilsdotters man                                       |
| Johan Mikaelsson            | 1724–1726 |                                                             |
| Johan Hörman                | 1727–1768 | komissarie                                                  |
| Johanna Hörman              | 1769      | änka till Johan Hörman                                      |
| Karl Burgman                | 1770–1792 | länsfiskal, Johannas andra man                              |
| Anders Collin               | 1793–1805 | prost                                                       |
| Detlof Heijkenskjöld        | 1806–1815 | bergsråd                                                    |
| Johanna Maria Heijkenskjöld | 1816–1822 | Detlofs dotter, änka till överste Gustaf Fredrik von Wright |
| Henrik Vikström             | 1823–1830 |                                                             |
| Henrik Johan Vikström       | 1831–1867 |                                                             |
| Johan Wilhelm Vikström      | 1867–1901 |                                                             |
| Axel Johan Vickström        | 1901–?    | kommunalråd                                                 |